# San Cebrián de Castro
San Cebrián de Castro es un municipio español perteneciente a la comarca de Tierra del Pan, en la provincia de Zamora, comunidad autónoma de Castilla y León . El término municipal incluye el anejo de Fontanillas de Castro, que se asienta en una dehesa, desde donde se domina una gran llanura inclinada hacia el embalse del Esla, en su parte oeste, perteneciente antiguamente al Señorío de Castrotorafe.

## Geografía
Integrado en la comarca de Tierra del Pan, se sitúa a 28 kilómetros de Zamora. El término municipal está atravesado por la autovía Ruta de la Plata (A-66) y por la carretera nacional N-630, entre los pK 249 y 256, además de por la carretera nacional N-631, que se dirige hacia Tábara, y  por una carretera local que conecta con Piedrahíta de Castro. 
El relieve del territorio es predominantemente llano, destacando además el río Esla, que marca el límite occidental. La altitud oscila entre los 772 metros en un cerro al suroeste y los 680 metros a orillas del embalse de Ricobayo. El pueblo se alza a 688 metros sobre el nivel del mar. 
| Noroeste: Moreruela de Tábara     | Norte: Granja de Moreruela | Nordeste: Manganeses de la Lampreana |
| Oeste: Perilla de Castro          |                            | Este: Pajares de la Lampreana        |
| Suroeste: Santa Eufemia del Barco | Sur: Montamarta            | Sureste: Piedrahíta de Castro        |

## Fauna
En el municipio de San Cebrián de Castro es frecuente encontrarse anfibios como el sapo corredor, el sapo de espuelas, la rana común, el tritón ibérico y el tritón jaspeado; también hay aves como el búho campestre, la cigüeña blanca, el aguilucho cenizo, la espátula común, el estornino negro o la lechuza común; entre los mamíferos que podemos ver en el término, destacan el ciervo común, el erizo europeo, la jineta, la liebre ibérica, el conejo común o el zorro rojo; finalmente, entre los reptiles destacan el lagarto ocelado, la lagartija colilarga o la culebra bastarda.

## Historia

### Prehistoria
Se presume documentalmente que lo que hoy es el municipio de San Cebrián de Castro fue habitado durante el Paleolítico Inferior (período Achelense), es decir, un periodo que se inicia hace 180 000 años, por lo que se puede considerar que hubo presencia de Neandertales (especie homínida ya desaparecida). La presencia de nuestra especie se encuentra perfectamente datada, pues se han encontrado restos arqueológicos en zonas como Los Cascajales, Rascallobos y Casilla de Flores.

### Edad Antigua
Posiblemente, hubo un castro celta donde siglos después se asentará la villa de Castrotorafe. Antes hubo una villa romana, denominada Vicus Acuarius, citada en el itinerario de Antonino Pío, que atravesaba la Calzada de la Plata. Ese posible castro se nombra con un vocablo árabe, mucho tiempo después, que significa "límite" o "frontera".

### Edad Media

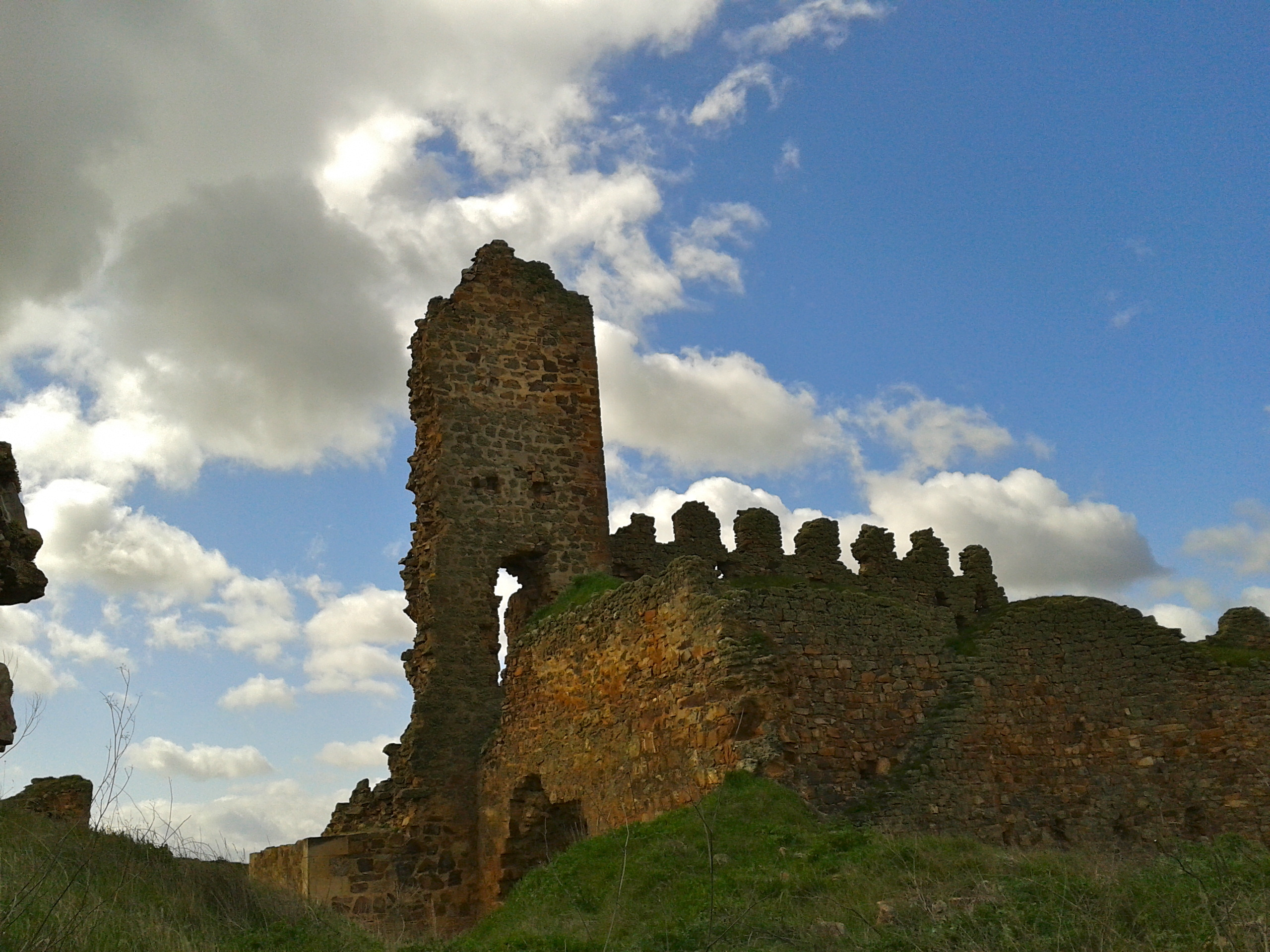
Ruinas del castillo de Castrotorafe

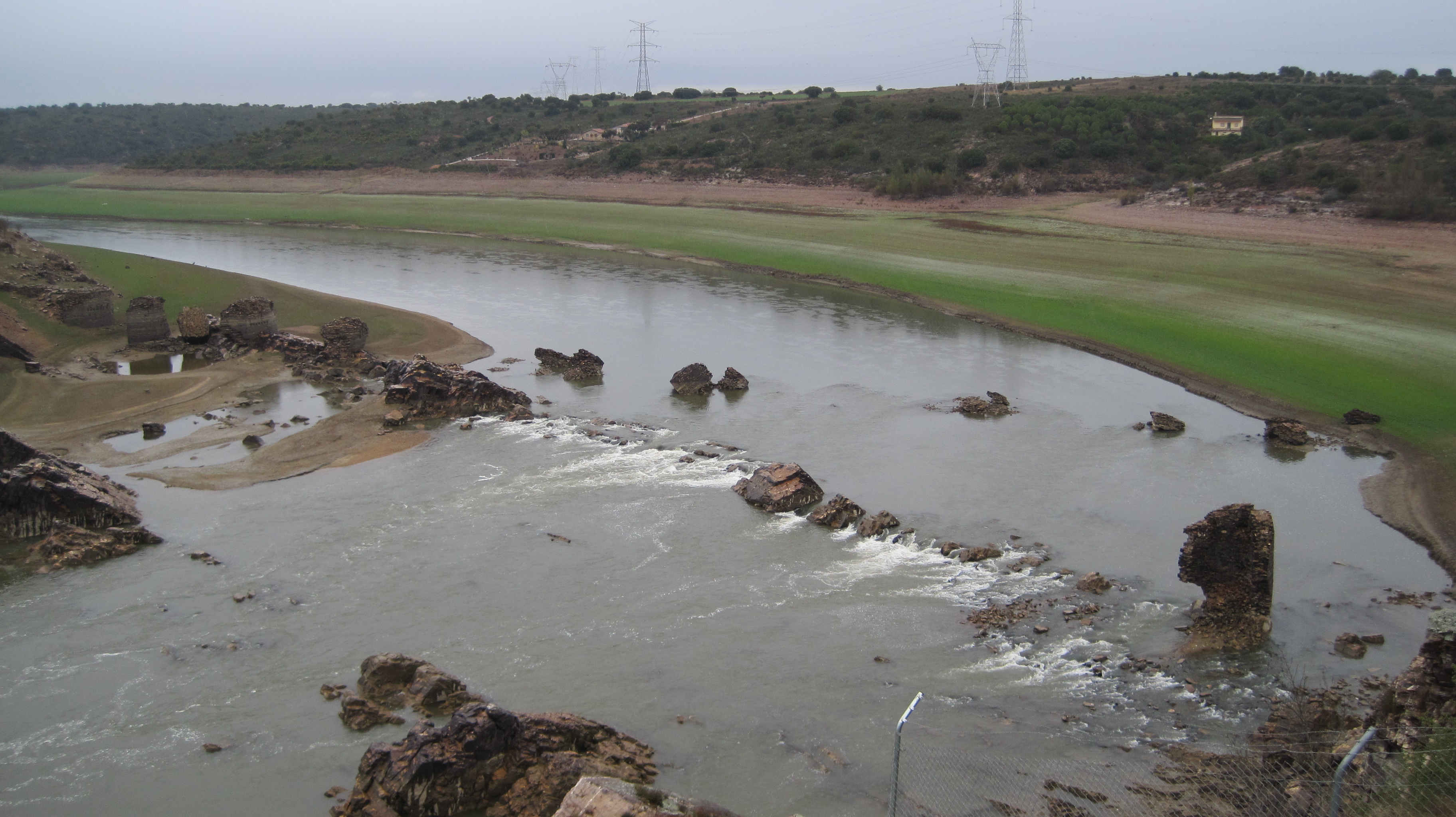
Ruinas del puente medieval de Castrotorafe, visibles cuando el embalse del Esla se encuentra con bajo nivel de agua

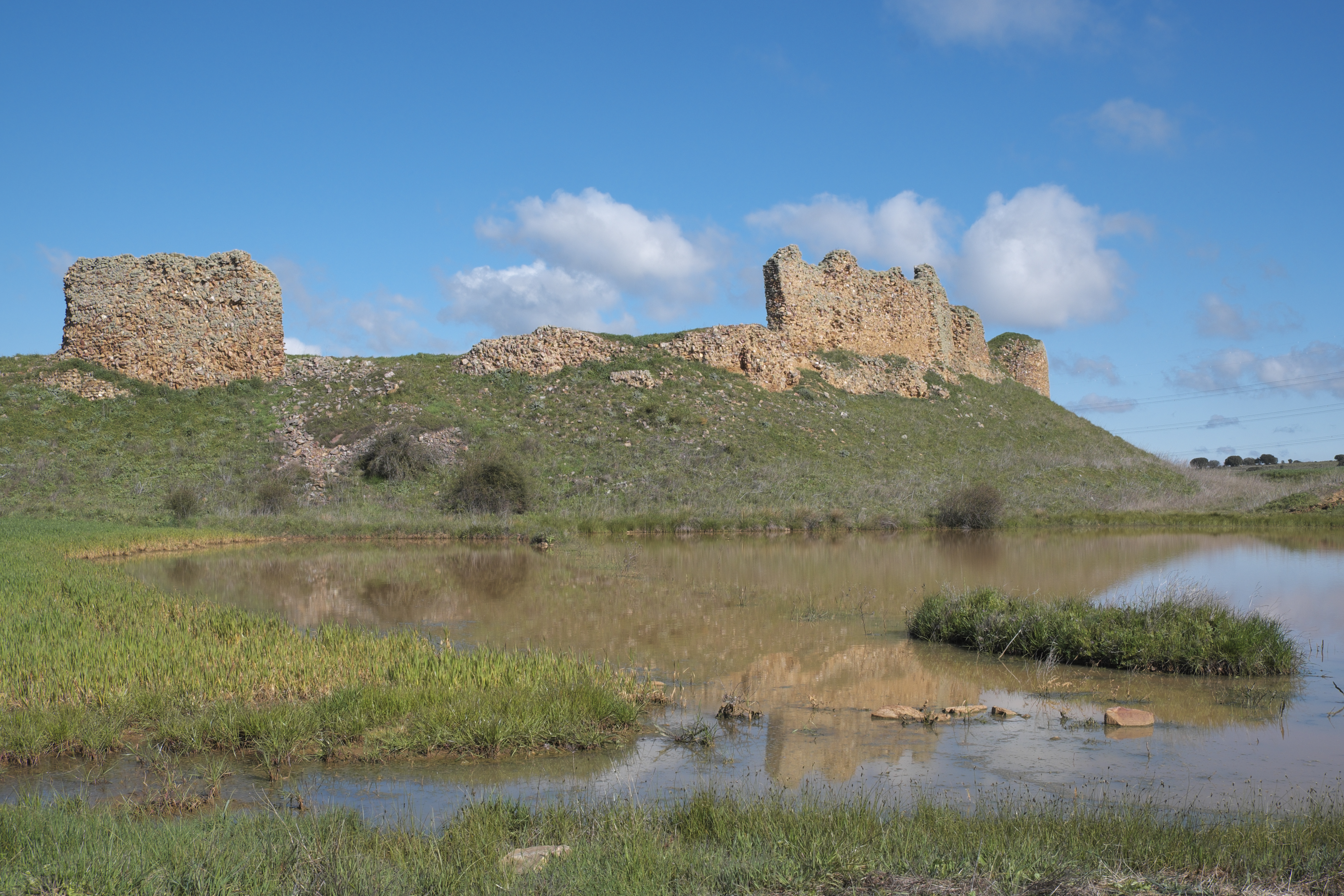
Panorámica de Castrotorafe desde la orilla oeste del Esla

En el término municipal de San Cebrián de Castro, junto a la carretera Nacional 630, también nos encontramos con las ruinas de la fortaleza de Castrotorafe, que se supone surgió a los pies del río Esla en el siglo XI. Estos restos son todavía conocidos con el nombre de Zamora la Vieja, sin que se sepa muy bien por qué (quizá porque en 1129, Alfonso VII de León le concedió un fuero -leyes por las que se regían los habitantes de una ciudad o territorio- similar al de la ciudad de Zamora, y con una jurisdicción muy extensa, pues tenía, entre otras, las actuales localidades de Villalba de la Lampreana, Perilla de Castro, Olmillos de Castro, Fontanillas de Castro, Piedrahíta de Castro, San Cebrián de Castro y el desaparecido, pero siempre recordado, San Pelayo de Castro).
Ya en la segunda mitad del siglo XII, el rey Fernando II de León concedió a los Fratres de Cáceres la fortaleza de Castrotorafe y su encomienda de siete pueblos (quedando bajo su jurisdicción Villalba, Perilla, Olmillos, Fontanillas, Piedrahíta, San Cebrián y San Pelayo), por lo que, tras la reconversión de los Fratres en la Orden de Santiago, dichos territorios quedaron integrados como una encomienda santiaguista.
A principios del siglo XIII su puente llegó a cobrar cierta importancia, pues a Urraca de Portugal, viuda del rey leonés Fernando II, le fue concedido el derecho de portazgo (se cobraba dinero por todos los productos que pasaban por el puente).
En 1351, hasta allí se dirigió el rey Pedro I "el Cruel" para que le fuese entregado Juan de Alburquerque, el cual, al perder el favor real, se había refugiado en esta villa, para después huir a Portugal. Pedro I cedió su posesión a Men Rodríguez de Sanabria. Posteriormente, Enrique II, en plena guerra civil por el trono con Pedro I, hizo arrasar el castillo de San Cebrián como represalia al apoyo que aquel había prestado al bando pedrista en la guerra civil que hubo en la Corona de Castilla y León para hacerse con el trono.
Ya en el siglo XV, en la guerra de sucesión por el trono entre el bando que apoyaba a Juana la Beltraneja como reina, y el bando que apoyaba a su sobrina, la futura Isabel la Católica, el ejército portugués llegó a apoderarse de la villa, aunque no del castillo, cuyo cerco acabó levantando ante la presencia de Fernando el Católico en la ciudad de Zamora.
Tras la guerra, pasó de nuevo a depender de la Orden de Santiago, debiéndose a su comendador, Alfonso de Palencia, las últimas obras de reparación.
Castrotorafe, hasta ese momento, se podía comparar en importancia a ciudades como Zamora, Benavente o Toro. Además, albergó gran cantidad de judíos y, de hecho, tuvo una de las comunidades judías más importantes del Reino.

### Edad Moderna y Contemporánea
A partir de ese momento y debido en gran medida a una serie de pestes que asolaron la comarca desde el siglo XVI, Castrotorafe entró en un capítulo de silencio, hasta el siglo XVIII, en el que comenzó el proceso de despoblamiento de la villa, llegando hasta el estado de ruina y abandono en que se halla actualmente, siendo el último alcalde de la Villa Antonio Entrecanales, que en 1815 ya vivía en San Cebrián de Castro.
Así, la villa de San Cebrián de Castro fue la localidad sucesora, como capital, de la posesión santiaguista de Castrotorafe, herencia que recibió al quedar despoblada y yerma la anterior. Ésta, al crearse las actuales provincias en la división provincial de 1833, quedó encuadrado en la provincia de Zamora, dentro de la Región Leonesa.

## Geografía humana

### Demografía
Cuenta con una población de 249 habitantes (INE 2024).
| Gráfica de evolución demográfica de San Cebrián de Castro entre 1842 y 2021 |
| |
| Población de derecho según los censos de población del INE Población de hecho según los censos de población del INEEn este censo se denominaba San Cebrián de Castrotorafe: 1842 Entre el censo de 1981 y el anterior, crece el término del municipio porque incorpora a 49072 (Fontanillas de Castro) |

Ha sufrido una constante sangría demográfica, en el que destaca el periodo 1960-1970 con la emigración hacia las ciudades y zonas industriales, tanto de España como de Europa. El movimiento emigratorio continúa actualmente.
En este año 2018 250 habitantes  pertenece a San Cebrián (163 habitantes ) y Fontanillas ( 87 habitantes ).

## Símbolos
El escudo y la bandera municipal fueron aprobados por el pleno del ayuntamiento de San Cebrián de Castro en su sesión del 25 de marzo de 1999, describiéndose de la siguiente manera:
Escudo
De gules, castillo de plata, mazonado de sable y aclarado de lo mismo (en realidad, abierto) sobre ondas de azur y plata (en realidad, de plata y azur). Mantelado (cortinado) de plata con cruz de Santiago de gules a la diestra y haz de tres espigas de sinople a la siniestra. Timbre, corona real cerrada. 
Bandera
Bandera rectangular, de proporciones 1:1, de forma par dos franjas verticales iguales, roja con castillo blanco mazonado de negro y aclarado de los mismos al asta blanca con cruz de Santiago roja al batiente.

## Patrimonio

### Castrotorafe

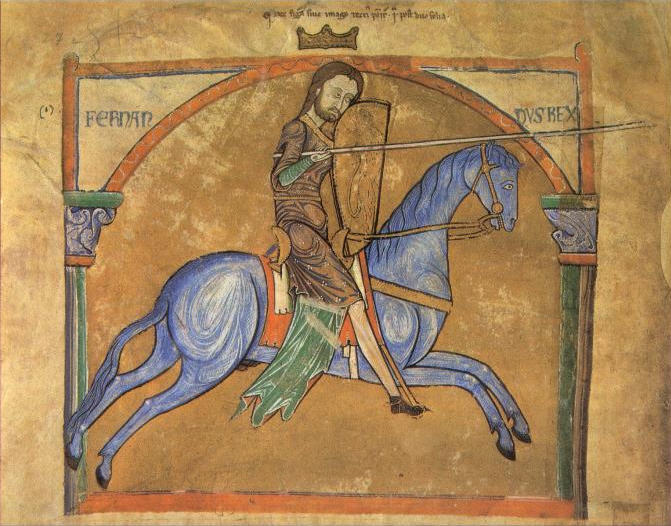
El rey Fernando II de León otorgó Castrotorafe a la Orden de Santiago

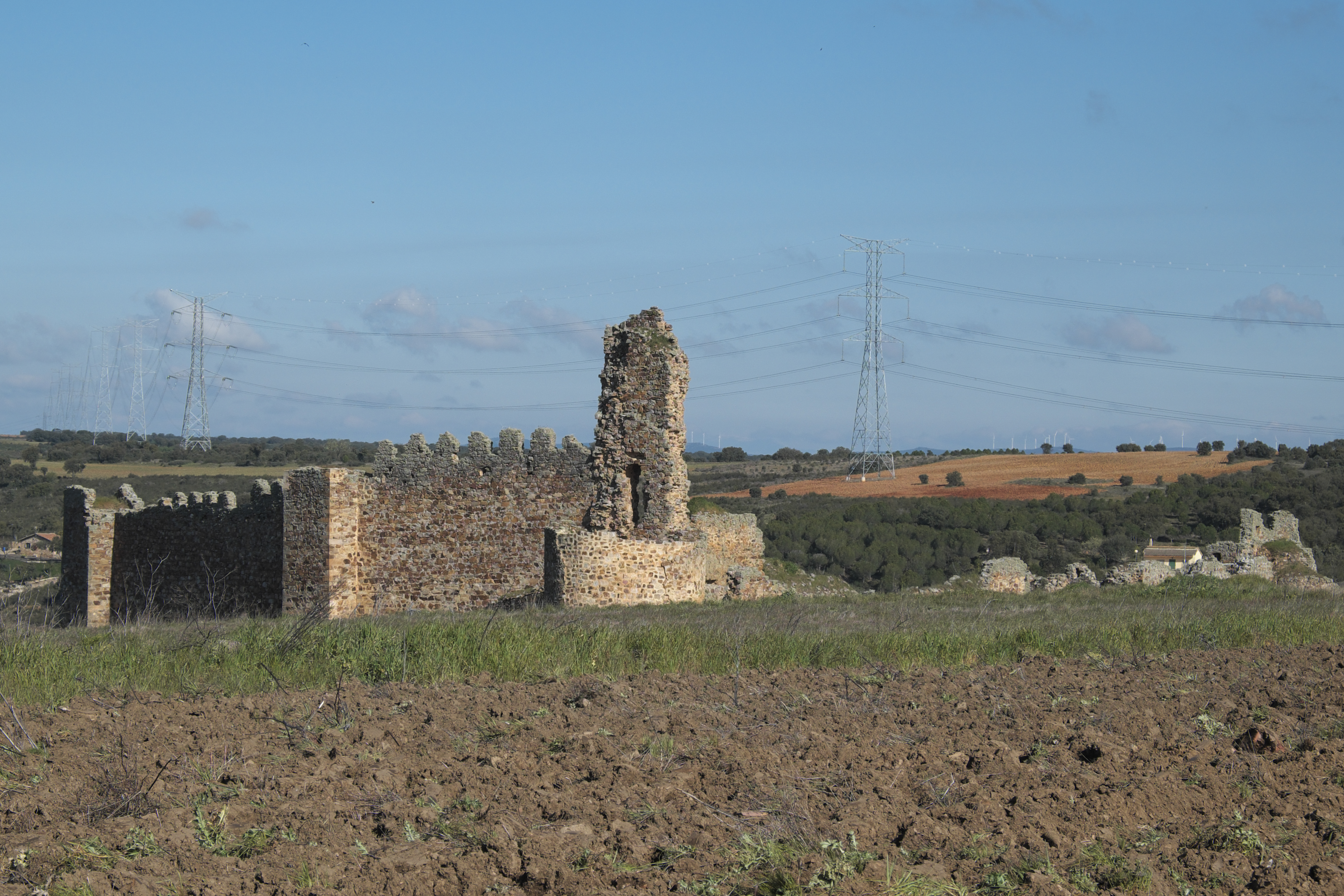
Ruinas del castillo de Castrotorafe

Se conservan sus lienzos de muralla, construidos con mampostería pizarrosa y mortero, lo que apunta la solidez defensiva de lo que fue una fortaleza en tierras fronterizas.
Su puente, en ruinas desde que se derrumbó en el siglo XVI, solo conserva parcialmente sus pilares.
La iglesia subsistió como ermita hasta el siglo XIX (quedan los restos de su retablo mayor), siendo saqueada por las tropas napoleónicas.
Esta villa fortificada fue declarada Bien de Interés Cultural el 3 de junio de 1931, con una extensión de 4709 metros, mientras que el castillo fue declarado Bien de Interés Cultural en abril de 1949.
El castillo, parcialmente consolidadas sus ruinas para evitar su progresivo deterioro, gracias a la financiación de la Diputación Provincial (institución propietaria de la Villa), se emplaza en el noreste de la villa y lo constituyen dos recintos con forma de trapecio irregular. El exterior tiene cubos en los ángulos, en dos de los cuales se observan reformas para adaptarlos a la artillería. Dos puertas se abrían en sus muros, para dar acceso desde la villa y desde el puente. Mientras, el recinto interior del castillo tiene el refuerzo de dos torres en el muro sur, obra de sillarejo. El interior está totalmente arruinado.
Por crónicas del siglo XVII se conoce que la planta principal del castillo conservaba una puerta principal con puente levadizo, una puerta de acceso al patio y a la residencia, torre del homenaje, escalera de acceso a pisos superiores, la llamada Torre de San Juan, un portillo falso y un pozo. Alrededor del patio del castillo se encontraban las dependencias (en su parte más baja, un zaguán), como paneras, cocinas, corredores, bodegas y caballerizas. Y sobre éstas, las salas y palacios. En su parte más alta, los adarves, caminos de ronda, etc. 
En 2004 se terminó de redactar el Plan Director de Castrotorafe, que incluyó un estudio arquitectónico e histórico-arqueológico.

### San Cebrián de Castro
Además de una ermita hoy inexistente, tuvo un hospital del que se conserva una inscripción. 
Existen varias casas blasonadas (en la plaza de la Iglesia se conserva una pequeña casa con solo el primer cuerpo de sillería, en el que se rasga una puerta con arco de medio punto, mientras que el superior conserva un escudo circular de finales del siglo XVIII; en la calle norte de la iglesia, hay otro escudo con inscripción del año 1766; próximo a la plaza encontramos el escudo real, fechado en 1770).
La iglesia de Nuestra Señora de la Asunción es primitivamente de estilo Renacentista. Sin embargo, ante el deterioro que muestra, en 1838 de decide acometer una reforma en profundidad del templo que comienza en 1841. Las obras que completan el aspecto definitivo de la iglesia parroquial finalizan en 1887. Es de una nave con tres tramos cubiertos por bóveda de cañón con lunetos, mientras que la capilla mayor lo hace con cúpula sobre pechinas. Al norte conserva el primitivo baptisterio, convertido en capilla del Cristo, la torre de mampostería con dos cuerpos de ventanales, cuya conservación de debió a la falta de fondos para derribarla, y otra dependencia.
La fachada es nueva, rematada con un frontón curvo en el que campea un blasón con la cruz de la Orden de Santiago.
El retablo mayor, con tres calles y dos cuerpos, sigue modelos de finales del siglo XVI, obra de Cristóbal de Acosta. Tiene cuatro relieves laterales y remata con el relieve del apóstol Santiago en la batalla de Clavijo. Sobre las columnas laterales están las imágenes de la Virgen y san Juan, que tal vez formaron parte de un Calvario de la época. La greca tiene siete relieves. En este mismo retablo se ven a cada lado una imagen. De ellas una es del siglo XVI y la otra, santa Lucía, es del siglo XVIII. Los relieves tienen notas romanistas y lejanos ecos manieristas, influenciado el autor por el maestro Juan de Montejo.
La Virgen de Realengo, procedente de la villa despoblada de Castrotorafe, es una talla que sostiene al niño en sus rodillas y brazo izquierdo, y con la mano derecha, le ofrece unos frutos. Mide 60 cm, y conserva la policromía. Es románica del siglo XII o XIII, y está colocada en una hornacina de época posterior al retablo mayor en que se encuentra.

### Fontanillas de Castro
Conserva algunas casas significativas por su construcción, pero sobre todo, destaca la humilde iglesia de la Inmaculada Concepción.
En la capilla mayor hay retablos que comenzaron a entallarse en 1762 por el escultor de Medina de Rioseco, Francisco Fernández. Todas sus esculturas se caracterizan por presentar piernas adelantadas y actitudes declamatorias y amaneradas. También se advierte en las imágenes titulares (san José y el Ángel custodio) la influencia del también escultor Gregorio Fernández.
Destaca igualmente, además del retablo de san José y un san Antonio Abad del siglo XIX, un crucifijo manierista de principios del siglo XVII.

## Fiestas
Las fiestas se celebran en honor a su patrona la Virgen de Realengo y el 16 de septiembre el patrón San Cipriano, pero también se celebran oficiosamente san Gregorio, patrón del Ayuntamiento, san Isidro Labrador, patrón de los labradores, y los carnavales. Sin embargo, cuando se ve más alborotada es en la época estival, cuando sus hijos y nietos regresan de las grandes ciudades para reposar y disfrutar de las actividades culturales y recreativas que programa la Asociación Cultural Castrotorafe (la Asociación edita dos veces al año la revista La Esquina del Balcón). Igualmente, durante los meses de verano, se aprovecha para ir al embalse de Ricobayo para refrescarse y practicar la pesca, entre otras actividades.
Fontanillas de Castro, celebra sus fiestas el 8 de diciembre, en honor de la Inmaculada Concepción, popularmente conocida como La Morcillona, y el 5 de agosto (Fiesta del Turista).

## Recomendaciones literarias
En 1983, el escritor José Muñoz Miñambres escribe el libro Benavente y Tierra de Campos, en el que aparece información sobre Castrotorafe y Fontanillas de Castro, e indirectamente sobre San Cebrián de Castro.
En 1991, el escritor alemán Frank Baer publicó en la editorial Edhasa una novela histórica (se desarrolla durante el siglo XI), titulada El Puente de Alcántara, que está ubicada, entre otros lugares, en San Cebrián.
En 2019, el escritor zamorano José Villalba Garrote publicó en la editorial Atlantis Ediciones una novela histórica (se desarrolla durante el siglo XI), titulada El último cerco, que está ubicada, entre otros lugares, en Castrotorafe.
Para un mejor conocimiento sobre la historia de Castrotorafe los libros, Fuentes documentales para el estudio de la Encomienda de Castrotorafe, de la Orden Militar de Santiago, de Carlos Cabezas Lefler, e Historia de la Villa y Castillo de Castrotorafe, de Pilar Álvarez Ortiz, y que están editados por Semuret.
Para el conocimiento de los restos idiomáticos del asturleonés, se recomiendan los libros Palabras y expresiones coloquiales. Pajares de La Lampreana (Zamora), de Gerardo González Calvo, editado por Semuret; y Esbozo para un vocabulario de la Tierra de Campos zamorana, de Lucio López Gutiérrez, igualmente editado por Semuret.